# Toribio Álvarez
Toribio Álvarez – hiszpański malarz barokowy aktywny zawodowo w Madrycie, kontynuator stylu Francisca de Herrery. Ze względu na podobieństwo stylu jego dzieła były często błędnie przypisywane  Carreñowi.